# Liste der Biografien/Bum
Liste der Biografien |
Portal Biografien |
Personensuche
# |
A |
B |
C |
D |
E |
F |
G |
H |
I |
J |
K |
L |
M |
N |
O |
P |
Q |
R |
S |
T |
U |
V |
W |
X |
Y |
Z |
?
 
Ba |
Be |
Bd |
Bg |
Bh |
Bi |
Bj |
Bl |
Bm |
Bn |
Bo |
Br |
Bs |
Bu |
Bw |
By |
Bz
 
Bua |
Bub |
Buc |
Bud |
Bue |
Buf |
Bug |
Buh |
Bui |
Buj |
Buk |
Bul |
Bum |
Bun |
Buo |
Buq |
Bur |
Bus |
But–Buz
Die Liste der Biografien führt alle Personen auf, die in der deutschsprachigen Wikipedia einen Artikel haben. Dieses ist eine Teilliste mit 75 Einträgen von Personen, deren Namen mit den Buchstaben „Bum“ beginnt.

## Bum
- Bum, Anton (1856–1925), österreichischer Mediziner

### Buma
- Buma, Edo (* 1946), niederländischer Hockeyspieler
- Buma, Jaap-Derk (* 1972), niederländischer Hockeyspieler
- Buma, Wybe (1924–1998), niederländischer Jazzmusiker (Trompete)
- Bumagin, Alexander Wladimirowitsch (* 1987), russischer Eishockeyspieler
- Bumagin, Jewgeni (* 1982), kasachisch-russischer Eishockeyspieler
- Buman, Dominique de (* 1956), Schweizer Politiker (CVP)
- Bumann, Daniel (* 1958), Schweizer Koch und TV-Darsteller
- Bumann, Dirk (* 1967), deutscher Infektionsbiologe und Professor am Biozentrum der Universität Basel, Schweiz
- Bumann, Kai (1961–2022), deutscher Dirigent
- Bumann, Werner (1931–1986), deutscher Leichtathlet
- Bumatai, Andy (* 1953), US-amerikanischer Schauspieler und Stand-up-Comedian
- Bumatai, Ray (1952–2005), US-amerikanischer Schauspieler, Komödiant und Musiker
- Bumaye, Ali (* 1985), deutscher Rapper

### Bumb
- Bumba, Claudiu (* 1994), rumänischer Fußballspieler
- Bumballa, Raoul (1895–1947), österreichischer Journalist und Politiker (ÖVP)
- Bumbalough, Andrew (* 1987), US-amerikanischer Langstreckenläufer
- Bumbea, Doina (* 1950), rumänische Künstlerin
- Bumbel, Kraft (1926–1997), deutscher Diplomat, Botschafter der DDR
- Bumbel, Otto (1914–1998), brasilianischer Fußballtrainer
- Bumberger, David (* 1999), österreichischer Fußballspieler
- Bumbescu, Adrian (* 1960), rumänischer Fußballspieler und -trainer
- Bumbić, Čedomir (* 1999), österreichisch-bosnischer Fußballspieler
- Bumbiere, Nora (1947–1994), lettische Schlagersängerin der Sowjetzeit
- Bumble Bee Slim (1905–1968), US-amerikanischer Blues-Musiker
- Bumbry, Grace (1937–2023), US-amerikanische Opernsängerin (Sopran und Mezzosopran)Grace Bumbry (1937–2023)

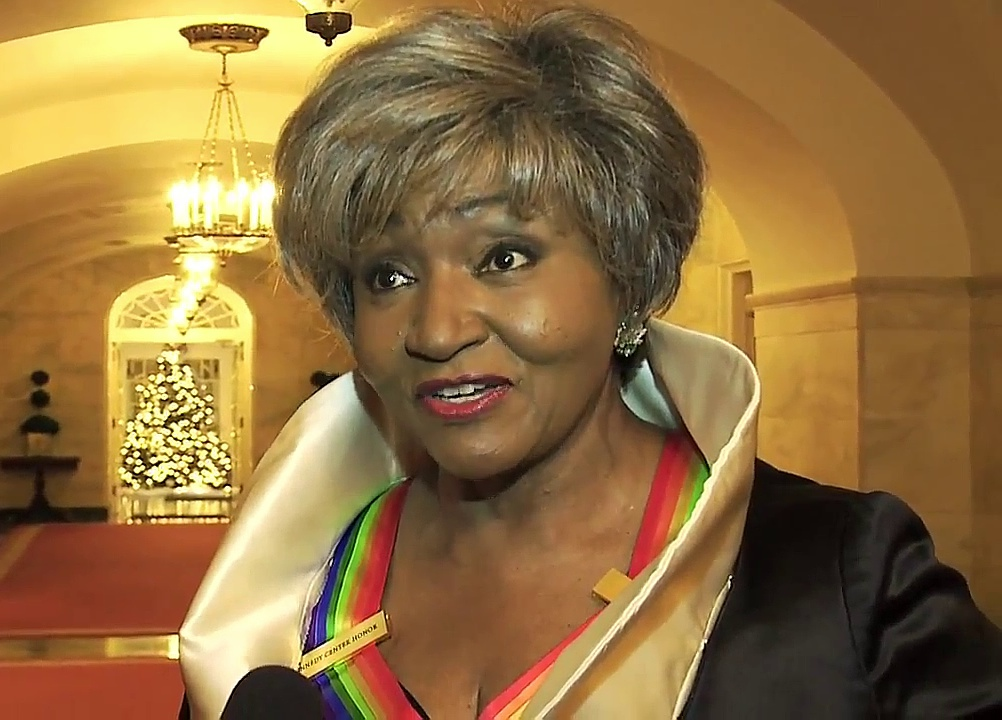
Grace Bumbry (1937–2023)

- Bumbun, Hieronymus Herculanus (1937–2024), indonesischer Geistlicher und römisch-katholischer Erzbischof von Pontianak

### Bumc
- Bumçi, Aldo (* 1974), albanischer Politiker (PD)
- Bumcke, Gustav (1876–1963), deutscher Komponist und Pionier des klassischen Saxophons in Deutschland

### Bume
- Bumeder, Werner (* 1967), deutscher Politiker (CSU)

### Bumi
- Bumich (* 1985), deutscher Musikproduzent und Deejay elektronischer Musik
- Bumiller, Casimir (1895–1973), deutscher Schriftsteller, Heimatforscher und Gastwirt
- Bumiller, Casimir (* 1951), deutscher Historiker
- Bumiller, Elisabeth (* 1956), US-amerikanische Journalistin und Autorin
- Bumiller, Georg (* 1957), deutscher Architekt
- Bumiller, Jill-Jasmin (* 1980), deutsche Schauspielerin
- Bumiller, Lambert (1852–1908), deutscher katholischer Geistlicher und Mitglied des Deutschen Reichstags
- Bumiller, Theodor (1864–1912), deutscher Forschungsreisender und Wegbegleiter des Afrikaforschers Hermann von Wissmann
- Bumillo (* 1981), deutscher Dichter
- Bumın Kagan († 552), Gründer des Göktürkenreiches
- Bumin, Mustafa (* 1940), türkischer Verfassungsrichter

### Bumk
- Bumke, Christian (* 1963), deutscher Jurist und Rechtswissenschaftler
- Bumke, Erwin (1874–1945), deutscher Jurist und ReichsgerichtspräsidentErwin Bumke (1874–1945)

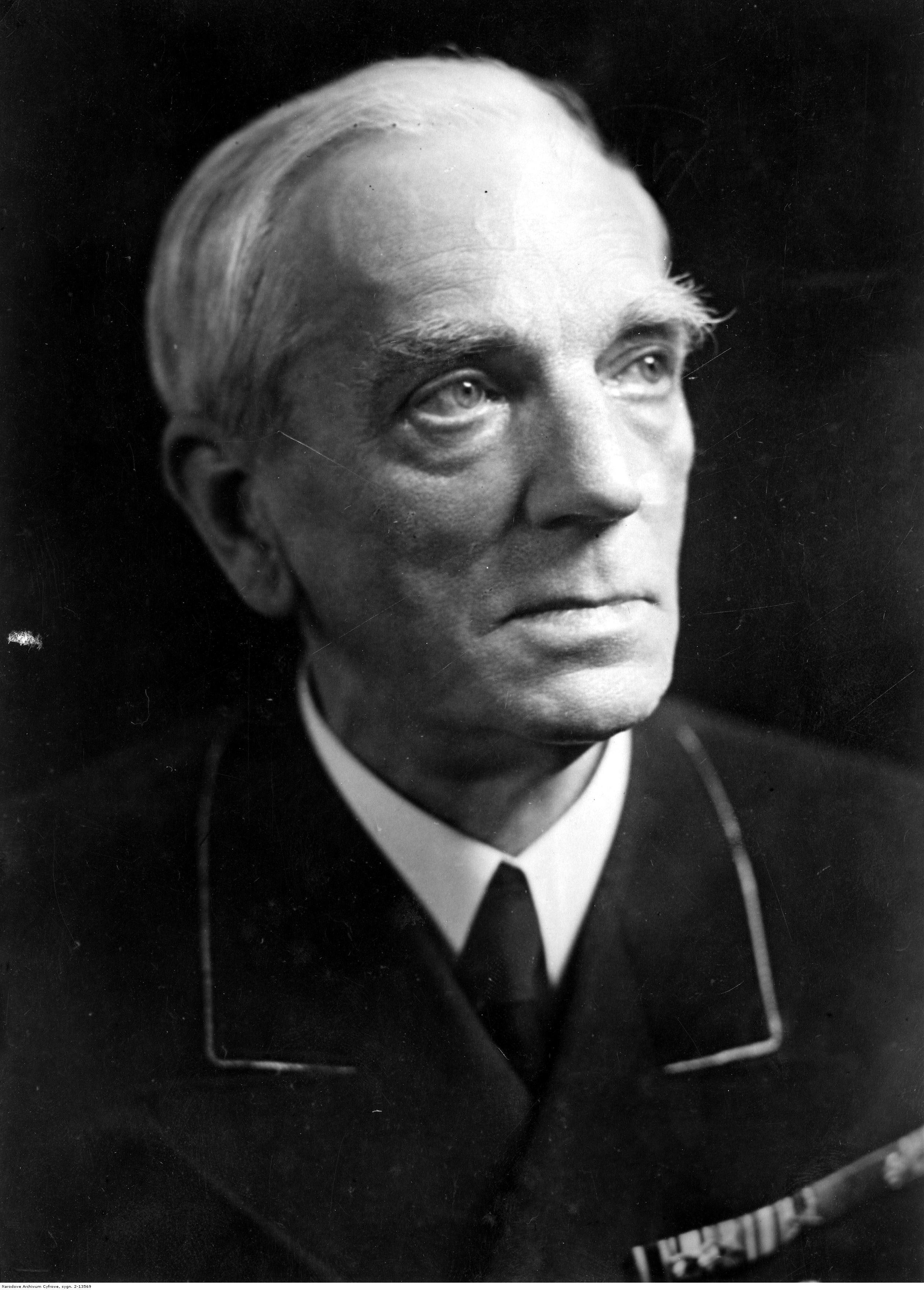
Erwin Bumke (1874–1945)

- Bumke, Helga (* 1966), deutsche Klassische Archäologin
- Bumke, Joachim (1929–2011), deutscher Altgermanist und Hochschullehrer
- Bumke, Julius von (1832–1903), preußischer Generalleutnant und Inspekteur der 3. Ingenieurinspektion
- Bumke, Oswald (1877–1950), deutscher Psychiater und Neurologe
- Bumke, Siegfried (1872–1960), deutscher Richter und Politiker (DNVP)
- Bumke, Ulrike (1958–2016), deutsche Juristin, ehemalige Richterin am Bundesverwaltungsgericht

### Buml
- Bümlein, Peter (1945–2010), deutscher Politiker (SPD)
- Bümler, Georg Heinrich (1669–1745), deutscher Opernsänger (Kontraalt) und Kapellmeister des Markgrafen von Brandenburg-Ansbach

### Bumm
- Bumm, Anton (1849–1903), deutscher Psychiater, Professor für Psychiatrie in Erlangen und München
- Bumm, Ernst (1858–1925), deutscher Gynäkologe und Geburtshelfer
- Bumm, Franz (1861–1942), deutscher Jurist und Präsident des Reichsgesundheitsamtes in Berlin
- Bumm, Karl von (1851–1909), bayerischer Jurist und Verwaltungsbeamter
- Bummel, Andreas (* 1976), deutscher NGO-Aktivist
- Bummerl, Franz (1927–2011), deutscher Komponist und Musiker
- Bummerstedt, Christian (1887–1935), deutscher Schauspieler und Architekt
- Bümming, Karl W. (1899–1963), deutscher Antiquar und Kunsthändler

### Bump
- Bump, Daniel (* 1952), US-amerikanischer Mathematiker
- Bumpass, Rodger (* 1951), US-amerikanischer Schauspieler und SynchronsprecherRodger Bumpass (* 1951)

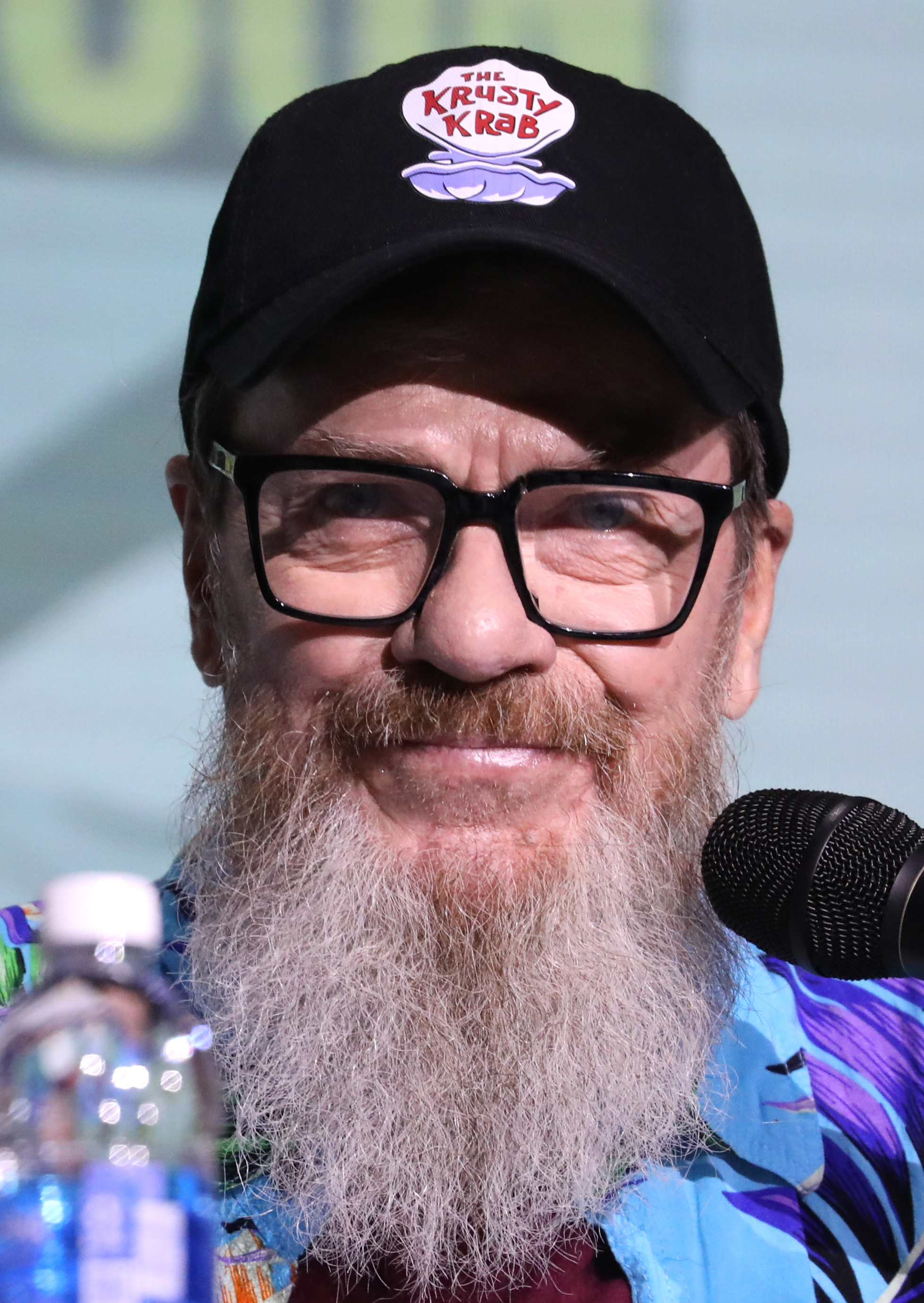
Rodger Bumpass (* 1951)

- Bumpers, Betty (1925–2018), US-amerikanische Aktivistin für öffentliche Gesundheit
- Bumpers, Dale (1925–2016), US-amerikanischer Politiker
- Bumphus, Johnny (1960–2020), US-amerikanischer Boxer im Halbweltergewicht
- Bumpstead, Dave (1935–2017), englischer Fußballspieler und -trainer
- Bumpus, Cornelius (1946–2004), US-amerikanischer Rocksänger und -saxophonist

### Bumr
- Bumrah, Jasprit (* 1993), indischer Cricketspieler

### Bums
- Bumstead, Chris (* 1995), kanadischer Bodybuilder
- Bumstead, Geoff (* 1972), kanadischer Eishockeyspieler und Mixed-Martial-Arts-Kämpfer
- Bumstead, Henry (1915–2006), US-amerikanischer Szenenbildner
- Bumstead, Henry A. (1870–1920), US-amerikanischer Physiker
- Bumsted, J. M. (1938–2020), US-amerikanischer Historiker, Hochschullehrer und Sachbuchautor

### Bumu
- Bumüller, Friedrich (1842–1914), deutscher Mediziner, Stadtarzt und Sanitätsrat in Ravensburg
- Bumüller, Johannes (1811–1890), deutscher Redakteur, katholischer Schriftsteller und Gymnasial-Professor
- Bumüller, Johannes (1873–1936), katholischer Priester, Dorfpfarrer und Anthropologe